# Emil Graf (Sänger)
Emil Graf (geboren 11. Juli 1886 in Andelfingen; gestorben 26. Februar 1958 in München) war ein deutscher Kammersänger in der Stimmlage Tenor.

## Leben
Graf trat noch zur Zeit des Ersten Weltkrieges ab 1917 dem Ensemble des Gärtnerplatz-Theaters bei, dem er bis 1928 angehörte. Anschließend sang er bis in die Nachkriegszeit hinein auf der Bühne der Bayerischen Staatsoper, bevor er 1950 seinen Abschied nahm.
Emil Grafs Grabmal findet sich auf dem Münchener Waldfriedhof.